# Municipio de Tezoatlán de Segura y Luna
El municipio de Tezoatlan de Segura y Luna corresponde al Estado Mexicano de Oaxaca, ubicado en el distrito de Huajuapan, limita al norte con San Andrés Dinicuiti, Santiago Cacaloxtepec y San Marcos Arteaga; al sur con Santo Reyes Tepejillo, San Juan Mixtepec -Distrito 08 y con San Juan Ñumí; al oriente con Santo Domingo Yodohino y San Antonino Monte Verde; y al poniente con Silacayoápam, San Agustín Atenango y Santo Domingo Tonalá. Su distancia aproximada a la capital del Estado es de 225 kilómetros.
La superficie total del municipio es de 334.27 km² y la superficie del municipio en relación con el Estado es del 0.35 %.
Su orografía municipio es accidentada con lomeríos. Cuenta con cerros que alcanzan hasta los 2.000 metros sobre el nivel del mar en la zona de Santa Catarina Yutandu y Santa María Tindú
Los principales ríos son: el río Salado, río de Santa Catarina, río San Martín, río San Antonio, río de la Tortuga y el río Mixteco, su clima es cálido subhúmedo con lluvias en verano, la dirección predominante de los vientos es de este a oeste, se tienen 295 días de sol con una precipitación promedio de 720 milímetros.

## Nombre oficial
Posee el nombre más largo de los municipios de México:
Heroica Villa Tezoatlán de Segura y Luna, Cuna de la Independencia de Oaxaca.

## Principales ecosistemas
La vegetación predominante está compuesta por mesquites, copla, cazaguate, carrizales, sauces y fresnos, y entre su fauna más representativa están los conejos, zorrillo, tlacuaches, armadillo, víboras y en menor grado venados, gato montes, zorro, jabalí y comadreja.

## Recursos naturales
Minas de carbón y uranio los cuales no han sido explotados aun cuando no se han hecho estudios para su aprovechamiento. En cuanto a los recursos forestales, cuenta con pequeñas áreas de bosques de confieras, las cuales estuvieron bajo una explotación intensiva, ahora se han tomado medidas que permitan su aprovechamiento racional.

## Características y uso del suelo
Composición de rocas ígneas extrusivas como tobas y tezontles, los suelos en su mayoría arcillo-limosa, los cuales son de depositación aunque también se tiene una cantidad importante de suelos arenosos, se calcula que en un 30% del territorio es de uso agrícola y ganadero un 60% está ocupado por terrenos cerril y el resto por construcciones y caminos.

## Grupos étnicos, demografía y religión
De acuerdo a los resultados que presentó el II Conteo de Población y Vivienda en el 2005, en el municipio habitan un total de 5.100 personas que hablan alguna lengua indígena y de acuerdo a los resultados que presentó el II Conteo de Población y Vivienda en el 2005, el municipio cuenta con un total de 11 020 habitantes.
Al año 2000, de acuerdo al citado censo efectuado por el INEGI, la población de 5 años y más que es católica asciende a 10 166 habitantes, mientras que los no católicos en el mismo rango de edades suman 570 personas.

## Educación
El sector educativo está atendido en los siguientes niveles:
Inicial o Básica: dos jardines de niños en la cabecera municipal y 10 jardines de niños en las agencias.
Primaria: tres escuelas primarias en la cabecera municipal y 19 primarias que comprenden las agencias de este municipio.
Secundaria: se cuenta con una secundaria técnica en la cabecera municipal y con 6 escuelas de telesecundaria en las agencias.
Nivel Medio Superior: escuela preparatoria particular y con un plantel del sistema CECyTE en la cabecera municipal.

## Salud
Los servicios de salud lo reciben los habitantes del municipio por medio de un centro de salud rural dependiente de la Secretaría de Salud y Asistencia, además en la cabecera municipal se cuenta con cuatro médicos particulares y dos odontólogos. Para las agencias se cuenta con nueve casas de salud.

## Abasto
En la cabecera municipal se cuenta con un mercado que expende frutas, legumbre y cárnicos, los días domingos se establece un tianguis, que abastece de frutas, legumbre, ropa y artículos varios, cuenta con 6 tiendas de abarrotes y 28 misceláneas, además de una tienda de abasto popular, para las agencias se cuenta con una miscelánea en cada una y dos tiendas de abasto.

## Deporte
Cuatro canchas deportivas de fútbol, cuatro de basquetbol, una cancha de voleibol, una cancha de frontón y una alberca municipal. Las agencias cuentan con cuatro canchas de fútbol, 12 de básquetbol, una cancha de pelota mixteca.

## Vivienda
De acuerdo a los resultados que presentó el II Conteo de Población y Vivienda en el 2005, en el municipio cuentan con un total de 2.495 viviendas de las cuales 2,350 son particulares.
Servicios Públicos
La cobertura de servicios públicos de acuerdo a apreciaciones del Ayuntamiento es la siguiente: Agua potable con el 95% de cobertura, alumbrado público con el 50 % de cobertura, drenaje urbano con el 70% de cobertura, recolección de basura y limpieza de las vías públicas con el 90% de cobertura.

## Medios y vías de comunicación
Telefonía rural, servicio de correos y telégrafos, estaciones de radio y televisión, microbuses y servicios de taxis así como telefonía celular e internet, en las vías de comunicación hay carreteras pavimentadas que comunican a Huajuapan de León, 4 caminos de terracería que comunican a las agencias.

## Actividades económicas
Agricultura:
Es la actividad más importante de este municipio se cuenta con trescientas hectáreas de riego y cuatrocientas de temporal. Al nivel municipal se tiene más de dos mil hectáreas dedicadas a la actividad agrícola. Los productos obtenidos son el maíz, frijol, jitomate, cilantro, rábano, lechuga, ejote, calabaza, chayote, jícama, cebolla, guayaba, limón y lima.
Ganadería:
Se cuenta con un establo, dos granjas de porcinos, dos granjas avícolas, aunque también se practica la ganadería de traspatio. Se cuenta aproximadamente con cuatro mil cabezas de ganado caprino y lanar, un número considerable de ganado vacuno que se utiliza para la obtención de leche y de carne, bestias para el trabajo, ganado asnal y equino, aves de corral y conejos.
Comercio:
Es la segunda actividad de importancia en el municipio. La mayor parte de los comercios se concentran en la cabecera municipal, contando con tiendas de abarrotes y misceláneas, cinco tiendas de ropa y calzado, tres casas de materiales, tres ferreterías, cuatro balconerías, dos panaderías, un taller de sastrería, tres tortillerías, una mueblería, cinco farmacias, dos vidrierías, tres papelerías, una tienda de renta de videos, diez estéticas femeninas, cinco refaccionarías y una gasolinera entre muchos otros negocios tan solo en la cabecea municipal sin contar los ubicados en las comunidades pertenecientes a al municipio.

## Monumentos históricos
- La cabecera municipal cuenta con un templo y una capilla que datan de 1724.

- El palacio municipal que fue construido en 1944 hecho de piedra labrada, y presenta una vista muy armónica.

- En el paraje conocido como las peñas se encuentra el monumento religioso dedicado a Cristo Rey.

- En el parque municipal se levanta un asta bandera dedicado a la memoria de los héroes de la independencia y un busto dedicado a la memoria de Agustín Solano Orea personaje ilustre de la población por cuya intercepción se logró construir el canal de irrigación.

- Se cuenta con un museo que muestra objetos que pertenecen al pasado y presente de la forma de vida de la población también ha sido sede de conferencias culturales.